# Дунчак Аттіла Яношович
Аттіла Яношович Дунчак (нар. 2 березня 1940, Ужгород) — український радянський та словацький художник декоративного і монументального мистецтва, живописець, педагог; член Спілки радянських художників України з 1971 року, Альянсу словацьких художників з 1983 року та Асоціації угорських художників у Словаччині.

## Біографія
Народився 2 березня 1940 року в місті Ужгороді (нині Україна). Протягом 1954—1959 років навчався на живопиному відділенні в Ужгородському державному художньо-промисловому училищі у Федора Манайла; у 1961—1967 роках — на факультеті скла і кераміки в Ленінградському вищому художньо-промисловому училищі імені Віри Мухіної у Володимира Маркова, Костянтина Митрофанова, Федора Ентеліса.
З 1967 року працював викладачем в Ужгородському державному художньо-промисловому училищі. Мешкав в Ужгороді в будинку на площі Корятовича, № 23. 1982 року переїхав до Чехословаччини у словацьке місто Кошиці.

## Творчість
Працює в галузях станкового живопису, декоративного (художня кераміка, скло) і монументально-декоративного мистецтва. Серед робіт:
живопис
- «Автопортрет» (1965);
- «Мадонна XX століття» (1970);
- «Реквієм за Ужгородом» (1978);
- «Хаос» (1980);
- «П'єта» (1980);
- «Місто» (1983);
- «Корабель спогадів» (1984);
- «Падіння» (1984);
- «Дон Кіхот у блакитному» (1985);
- «Карусель» (1985);
- «Ательє» (1985);
- «Манекени для вітрин» (1986);
- «Медовий місяць у Венеції» (1986);
- «Театр» (1986);
- «Автопортет з ляльками» (1988);
- «Про святого, юродивого і жінку» (1990).

кераміка
- декоративні вставки та пластини «Гуцул» (1966), «Гуцулка» (1У66), «Прага» (1967), «Три музиканти» (1967) і «Верховинки» (1969);
- скульптурна композиція з емалями і поливами «Гуцульське весілля» (1968);

шамот
- скульптурні композиції «Рибалка і море», «Ікар» (обидві 1969);

порцеляна
- декоративні блюда «Міфологія» (серія, 1969);

скло та кришталь
- набори для соків (1966);
- набори для вина «Нептун», «Русалка» (обидва 1967);
- фігурки «Чортеня» (1967), «Конячка» (1967).

Виконав ескіз керамічного панно «Закарпаття» для фасаду торгового центру села Ракошино (1967).
Брав участь у республіканських виставках з 1966 року, всесоюзних — з 1967 року, зарубіжних — з 1964 року (Манчестер і Глазго — 1965, Прага — 1966 і 1968, Будапешт — 1969). Мав кілька персональних виставок у Кошице, Ужгороді, Празі, Братиславі, Дунайській Стреді, Комарно, Будапешті, Дебрецені та Дьєрі.
Роботи художника представлені в художніх галереях Кошице та Ужгорода, в Галереї сучасного угорського мистецтва у Дунайській Стреді, а також в особистих колекціях багатьох європейських країн, Канади та США.

## Відзнаки[1]
- 1997 — Перша премія на Міжнародній виставці живопису в Івано-Франківську;
- 2000 — Пам'ятна медаль Тібора Бороміси;
- 2009 — Гран-прі губернатора Підкарпатського воєводства та Грамота Президента Республіки Польща на Міжнародному трієнале живопису Карпатського регіону «Срібний чотирикутник» у Перемишлі;
- 2013 — Угорський Золотий Хрест Заслуги на знак визнання його творчої діяльності.